# Agnieszka Skrzypulec
Agnieszka Skrzypulec (* 3. Juni 1989 in Stettin) ist eine polnische Seglerin.

## Erfolge
Agnieszka Skrzypulec wurde 2017 in der 470er Jolle mit Irmina Mrózek-Gliszczyńska in Monaco bei den Europameisterschaften Dritte. Im selben Jahr gelang ihnen in Thessaloniki bei den Weltmeisterschaften der Titelgewinn.
Dreimal nahm Skrzypulec an Olympischen Spielen teil. Bei ihrem Olympiadebüt 2012 in London belegte sie mit Jolanta Ogar mit 98 Punkten den zwölften Platz. Vier Jahre darauf in Rio de Janeiro gelang ihr mit Irmina Mrózek-Gliszczyńska die Qualifikation für das abschließende Medal Race, das sie zwar als Fünfte beendeten, dennoch aber nicht über den zehnten Gesamtrang hinaus kamen. Auch bei den 2021 ausgetragenen Olympischen Spielen 2020 in Tokio qualifizierte Skrzypulec sich in ihrer Konkurrenz für das Medal Race, diesmal wieder mit Jolanta Ogar als Partnerin. Sie beendeten das letzte Rennen auf Rang vier. In der Gesamtwertung wurden sie so mit 54 Punkten Zweite, hinter den siegreichen Britinnen Eilidh McIntyre und Hannah Mills mit 38 Gesamtpunkten und den punktgleichen Französinnen Camille Lecointre und Aloïse Retornaz, die aufgrund ihres sechsten Platzes im Medal Race die Bronzemedaille erhielten, während Skrzypulec und Ogar Silber gewannen.
Bei den Europameisterschaften der 505er im französischen Quiberon vom 4. bis 8. Juli 2023 gewann sie mit dem Vorschoter Holger Jess den Europameistertitel.